# Los Pinos, Jitotol
Los Pinos är en ort i Mexiko.   Den ligger i kommunen Jitotol och delstaten Chiapas, i den sydöstra delen av landet, 700 km öster om huvudstaden Mexico City. Los Pinos ligger 1 557 meter över havet och antalet invånare är 214.
Terrängen runt Los Pinos är huvudsakligen kuperad, men norrut är den bergig. Terrängen runt Los Pinos sluttar österut. Runt Los Pinos är det ganska tätbefolkat, med 86 invånare per kvadratkilometer. Närmaste större samhälle är Simojovel de Allende, 10,8 km nordost om Los Pinos. I omgivningarna runt Los Pinos växer i huvudsak städsegrön lövskog.